# Дело о пытках в казанском ОВД «Дальний»
Дело о пытках в казанском ОВД «Дальний» — уголовное дело по обвинению сотрудников ОВД «Дальний» города Казани в причинении тяжкого вреда здоровью, повлекшего смерть, и превышении должностных полномочий, а также служебном подлоге. Дело было возбуждено по факту смерти Сергея Назарова, задержанного в Казани 9 марта 2012 года. 10 марта 2012 года Назаров был доставлен в больницу из отделения полиции с разрывами прямой кишки. 11 марта после операции Назаров впал в кому и скончался.

## Хронология событий
По словам жены Назарова, днём 9 марта её муж отправился в магазин, как утверждает зять погибшего — в трезвом состоянии. По пути в магазин Назаров был задержан сотрудниками полиции и доставлен в ОВД «Дальний». Полицейские подозревали Назарова в краже мобильного телефона (при задержанном его не обнаружили) и устроили допрос, продолжавшийся сутки. Спустя несколько часов после задержания в «Дальний» была вызвана скорая помощь: Назаров жаловался на боли в животе (по другим данным — в области сердца), но не сказал медикам о причинах. Врачи сделали обезболивающий укол. На следующий день, 10 марта, Назарову вновь вызвали скорую помощь, которая госпитализировала его. В больнице у задержанного диагностировали разрыв прямой кишки. Перед операцией он успел сказать, что в отделении полиции его избивали и насиловали бутылкой из-под шампанского. После операции Назаров впал в кому и скончался на следующий день. В то время как Назаров был в больнице, полицейские составили рапорт о совершении им мелкого хулиганства (ст. 20.1 КОАП), — в нём было отмечено, что при задержании Назаров был пьян, оскорблял прохожих и не реагировал на замечания.

## Реакция
История быстро обрела общероссийскую известность. По факту смерти Назарова Следственный комитет Татарстана возбудил уголовное дело по признакам преступлений, предусмотренных статьями 286 (часть 3 пункт «а») — превышение должностных полномочий, совершенное с применением насилия — и 111 (часть 2 пункт «б») — умышленное причинение тяжкого вреда здоровью, совершенное с издевательством над потерпевшим. Оказать родственникам погибшего юридическую помощь выразил готовность Казанский правозащитный центр. 12 марта министр внутренних дел Татарстана Асгат Сафаров отстранил от работы начальника «Дальнего» полковника Сергея Ефремова и помощника начальника УВД по Казани Ильдара Каримова, а также начальника отдела уголовного розыска старшего лейтенанта Алмаза Василова, участкового уполномоченного лейтенанта Ильшата Гарифуллина, оперуполномоченных отделения уголовного розыска лейтенанта Ильнара Ибатуллина, старшего лейтенанта Рамиля Ахметзянова и старшего лейтенанта Марата Сабирова. Сафаров заявил, что «если вина сотрудников подтвердится», он «будет ходатайствовать о самом суровом для них наказании». Глава УВД по Казани принес извинения брату погибшего, присутствовал на похоронах. 15 марта в Казани прошел митинг против полицейского произвола: в нем участвовало около ста человек, звучали требования отставки Сафарова; был задержан член КПРФ Иркен Сарсембаев. Председатель Следственного комитета России Александр Бастрыкин взял расследование под личный контроль.
Отстраненные от службы работники «Дальнего» отрицали причастность к смерти Назарова, утверждали, как и его сокамерники, что тот сам нанес себе смертельные травмы, что было опровергнуто патологоанатомической экспертизой. Особое внимание обращалось на шесть судимостей Назарова.
Вскоре после гибели Назарова к журналистам обратились другие жертвы полицейских из «Дальнего». В 2011 году в отделе избили и изнасиловали программиста Оскара Крылова. После пыток он сознался в краже телефона у клиента, которой не совершал. Крылов подал заявление и прошел медосвидетельствование, но делу не дали ход. В феврале 2011 года начальник «Дальнего» Ильгиз Ахметзянов, по данным следствия, лично избил задержанного Ильдара Ахметшина, чтобы тот признался в краже, однако расследование приостанавливали и проводили без участия Ахметзянова. Алию Садыкову подозревали в краже денег из букмекерской конторы, где она работала кассиром. На допросе в «Дальнем» в январе 2012 года ее избивали, угрожали изнасилованием, держали без воды и еды, не отпускали в туалет и не давали позвонить родным. Всего пострадавшими от насилия в отделе полиции признаны 14 человек. В течение трех месяцев еще около полусотни дел было заведено в отношении полицейских других татарстанских отделов. Казанский правозащитный центр добился от МВД Татарстана компенсаций для пострадавших.
Казанский правозащитный центр и Межрегиональная правозащитная организация «Агора» направили президенту России Дмитрию Медведеву просьбу об отставке министра внутренних дел Татарстана Сафарова. В апреле 2012 года Медведев отправил Сафарова в отставку.

## Суд
В июне 2013 года началось рассмотрение дела. Суд проходил в закрытом режиме. В производство были объединены 18 уголовных дел по 24 преступлениям, 14 человек признаны потерпевшими, 250 человек допрошено в качестве свидетелей, назначено 85 судебных экспертиз. Следствие и суд установили, что сотрудники «Дальнего» регулярно выбивали нужные показания пытками: задерживали человека, предлагали признаться в совершении нераскрытого преступления, затем, если задержанный не оговаривал себя, фабриковали протокол об административном правонарушении по статье, предусматривающей арест, а арестованного пытали — иногда даже свидетелей и потерпевших. В сентябре 2014 года бывшим участковым, заключившим сделку со следствием, вынесли приговоры: Рамиль Нигматзянов и Ильшат Гарифуллин, признавшие вину частично, были осуждены на 2 и 2,5 года лишения свободы в колонии-поселении соответственно. Остальные подсудимые вину не признали. Все они были приговорены Приволжским районным судом Казани к лишению свободы: Алмазу Василову назначено 15 лет, Айнуру Рахматуллину — 8, Фаилю Сабирзянову — 12, Рамилю Ахметзянову — 10, Ильнару Ибатуллину — 10, Амиру Шарафуллину — 6, Александру Фадееву — 2, Денису Васильеву — 4.
4 февраля 2015 года Верховный суд Татарстана удовлетворил апелляционные жалобы осужденных и снизил им сроки: Алмазу Василову c 15 лет до 13 лет 11 месяцев колонии строгого режима, Фаилю Сабирзянову с 12 лет до 10 лет строгого режима. Рамилю Ахметзянову и Ильнару Ибатуллину девять лет один месяц строгого режима и девять лет четыре месяца соответственно (было по десять лет каждому). Айнуру Рахматуллину — с восьми лет до семи лет двух месяцев. Амир Шарафуллин и Денис Васильев приговорены к пяти годам восьми месяцам и трем годам девяти месяцам колонии общего режима соответственно (было шесть лет и четыре года).